# Distretto di Eldivan
Il distretto di Eldivan (in turco Eldivan ilçesi) è uno dei distretti della provincia di Çankırı, in Turchia.